# خط‌شکنی
خط‌شکنی (انگلیسی: Breakthrough) یک فیلم در ژانر درام به کارگردانی روکسان داوسن است که در سال ۲۰۱۹ منتشر شد.

## خلاصه
این فیلم که بر اساس یک داستان واقعی ساخته شده است ، درباره‌ی خانواده‌ی اسمیت می‌باشد که پسر نوجوان آنها در یک صبح زمستانی سرد به داخل یکی از دریاچه‌های یخی میزوری می‌افتد و هنگامی که به بیمارستان انتقال داده می‌شود اتفاق معجزه‌آسایی رخ می‌دهد که…